# Ztracený symbol
Ztracený symbol (anglicky The Lost Symbol) do češtiny přeložili Michala Marková a David Petrů. Kniha Dana Browna, třetí ze série knih o profesorovi symbologie Robertu Langdonovi, odehrávající se po ději knih Andělé a démoni a Šifra mistra Leonarda.

## Vydání a přijetí
Světová premiéra knihy byla v září 2009 pod vydavatelstvím Doubleday Publishing Group. První vydání čítalo 6,5 milionu výtisků, z toho 5 milionu ve Spojených státech. Objem vydání (největší v historii vydavatelství) však nestačil uspokojit poptávku a dalších 600 000 svazků se muselo rychle dotisknout. V České republice je na trhu k dispozici od 10. února 2010.
Brzy po vydání se kniha dostala na 1. příčku bestsellerů podle žebříčku deníku New York Times, kde kralovala 6 týdnů, ale i poté se držela mezi nejprodávanějšími knihami.

## Děj
Děj se odehrává během jediné noci ve Washingtonu D.C. Langdon je vlákán do hlavního města USA Malachem, fanatikem, zednářem, který však vstoupil do bratrstva jen proto, aby se dozvěděl "tajemství 33. stupně" a také proto, aby vynesl z bratrstva citlivé údaje, které využil k vydírání nejen Petera, kterého unesl. Peter Solomon je zednář 33. stupně a blízký přítel Langdona, který Langdonovi svěřil do úschovy zapečetěný balíček (špičku zednářské pyramidy, klíč k jejímu rozluštění). Hned po tom, co se Langdon objeví v Kapitolu Spojených států amerických, nalezne se Peterova uříznutá ruka (potetována jako mystická ruka tajemství). Langdon postupně odkrývá tajemství starobylého bratrstva, zednářů, naráží přitom na řadu odkazů v uměleckých dílech nejen amerických umělců a osobností. Kvůli národní bezpečnosti (obava ze zveřejnění materiálů, které Malach u zednářů tajně pořídil, kompromitují řadu mocných amerických politiků) se do vyšetřování se zapojila také CIA. Další hrdinkou je Katherine Solomonová, Peterova sestra, jenž společně s profesorem odhaluje tajemství zednářské pyramidy, jejíž špičku dostal Langdon do úschovy od Petera. Katherine je vědkyně, která se zajímá o noetiku, zkoumá myšlenky a lidskou duši po vědecké stránce. I přes velké komplikace a nepředvídané situace se Robertovi a Katherine podaří zabránit úniku informací o zednářích a jejich tajemství, zachránit život Petera i odhalit nové objevy noetiky. V závěru se Malach přiznává, že je Zachary Solomon, Peterův syn, který zabil svou babičku (Peterovu matku). Zachary hlavně z komplexu méněcennosti, nenávidí svou rodinu. Peter ho považoval za mrtvého. Malach (Zachary), po otci chce, aby ho obětoval (biblický odkaz na "obětování" Izáka), Peter tak neučiní a na poslední chvíli vyhrocenou situaci zachraňuje CIA. Langdon se v závěru "dozvídá", že celé tajemství "33. stupně" a noetiky je ukryto v Bibli.